# Cohen Saves the Flag
Cohen Saves the Flag è un cortometraggio muto del 1913 diretto da Mack Sennett.
"Cohen" è "l'ebreo"  nella sua versione comica stereotipizzata che dal vaudeville entrò quindi nel cinema. Interpretato volta volta da attori diversi, il personaggio è il protagonista sin dal 1904 di numerosi cortometraggi, dove la caricatura tende talora pericolosamente a sfociare in aperto antisemitismo. Qui si gioca sul pregiudizio sulla "vigliaccheria" degli ebrei, l'umorismo è dato proprio dal contrasto che si crea tra i sentimenti di paura del protagonista e gli atti "eroici" che egli accidentalmente si trova a compiere.
Nel girare la pellicola, il regista Mack Sennett fu autorizzato ad usare il set e alcune scene di battaglia del film (perduto) The Battle of Gettysburg diretto di Thomas H. Ince. Ad interpretare il ruolo di "Cohen" è Ford Sterling con Henry Lehrman ("Goldberg") e Mabel Normand ("Mabel").

## Trama
Gli ebrei Cohen e Goldberg sono rivali in amore per la bella Mabel. Durante la guerra civile americana, entrambi si arruolano. Goldberg è ufficiale mentre Cohen è sergente. Nella battaglia di Gettysburg, Cohen è terrorizzato ma si trova per caso a compiere atti di eroismo, rigettando verso il nemico una granata e recuperando la bandiera del reggimento. Nonostante questo Goldberg lo accusa di vigliaccheria costringendolo anche a rifugiarsi in un porcile. Cohen è condannato a morte ma Mabel corre in suo aiuto. L'eroismo di Cohen è alfine riconosciuto e Cohen trionfa sul rivale.

## Produzione
Il film fu prodotto dalla Keystone Film Company.

## Distribuzione
Distribuito dalla Mutual, il film uscì nelle sale cinematografiche degli Stati Uniti il 27 novembre 1913.
È stato distribuito anche in videocassetta nel 1991 da Grapevine Video e dal National Center for Jewish Film (NCJF), e quindi in DVD nel 2010 da Classic Video Streams.